# ヒロージェン
ヒロージェン（Hirogen）は、アメリカのSFテレビドラマ『スタートレック』シリーズに登場する架空のヒューマノイド型種族。

## 概要
他のヒューマノイドを狩り、食料としている狩猟民族。大柄な身体と肌色のゴツゴツした肌を持ち、頭髪は無い。どんな劣悪な環境にも耐えうる鎧を装着しており、狩りを行う際には頭や顔を含めそれで全身を固める。基本的に一隻の船に少人数で行動するが、大規模な狩りの場合は仲間を集める。食料とする以外にも、武器の他、骨や内臓、皮膚に至るすべてが彼らの戦利品となり、得ることを名誉とする。ヒロージェンには上下関係があり、上官の命令は絶対だが、意見することは許される。若いヒロージェンは狩りや殺戮の衝動が抑え難いが、熟練のハンターになると獲物の生体や弱点、文化に至るまでじっくり観察し学習した上での狩りを好むようになる。
ヒロージェンは1000年もの間、星系間を飛び回り、ただヒューマノイドを狩っては絶滅させることを繰り返して来た為、
狩猟以外の文化、国家、母星さえもはや存在しない。現在宇宙に広く散ってしまった仲間との唯一の連絡手段は、古代種族の遺産である通信ステーションのみであり、彼らはこれを占拠し使用している。滅びの運命にあったヒロージェンだったが、U.S.S.ヴォイジャーから提供されたホロデッキを作る技術により、擬似的な狩りを行うことで種族の衰退を食い止める試みが行われているようだ。